# 蕭譼
蕭譼（？—537年8月7日），南梁昭明太子蕭統第五子，梁宣帝蕭詧之弟。
中大通三年（531年），皇太子蕭統去世。大同三年三月戊戌（537年3月29日），梁武帝封蕭譼為義陽郡王，食邑二千户。當年七月己酉（8月7日），蕭譼就去世。
大定元年（555年），蕭譼之兄蕭在西魏的扶持下稱帝。